# Говард, Генри Энтони
Генри Энтони Камилло Говард (англ. Henry Anthony Camillo Howard, 3 марта 1913 — 15 октября 1977) — британский государственный и колониальный деятель, губернатор Британских Виргинских островов (1954—1956), администратор Сент-Китс и Невис (1956—1966).

## Биография
Родился в семье Эсме Говарда, 1-го барона Ховарда Пенритского, британского дипломата, занимавшего пост посла Великобритании в США.
Начал карьеру журналистом Financial Times и The Economist. Во время Второй мировой войны служил в составе британского «верблюжьего корпуса» в Сомали (Somaliland Camel Corps).
- 1954—1956: губернатор в Британских Виргинских островов.
- 1956—1966: администратор Сент-Кристофер-Невис-Ангилья.